# Kruszówka
Kruszówka (prononciation : [kruˈʂufka]) est un village polonais de la gmina de Miastków Kościelny dans le powiat de Garwolin de la voïvodie de Mazovie dans le centre-est de la Pologne.

## Géographie
Il se situe à environ 5 kilomètres à l'est de Miastków Kościelny (siège de la gmina), 19 kilomètres à l'est de Garwolin (siège du powiat) et à 71 kilomètres au sud-est de Varsovie (capitale de la Pologne).

## Histoire
De 1975 à 1998, le village appartenait administrativement à la voïvodie de Siedlce.